# جرو تاكيد
جِرو تاكيدَ (باليابانية: 武田 治郎) (18 سبتمبر 1972 في ماتسوياما في اليابان – )؛ هو لاعب كرة قدم ياباني سابق كان يلعب كحارس مرمى.

## وصلات خارجية
- جرو تاكيد على موقع رابطة كرة القدم اليابانية للمحترفين (اليابانية)
- جرو تاكيد على موقع قاعدة بيانات كرة القدم.إي يو (الإنجليزية)
- جرو تاكيد على موقع عالم كرة القدم.نت (الإنجليزية)